# Добрайс, Карлис
Карлис Августович Добрайс (латыш. Karlis Dobrajs) — советский и латышский художник, живёт и работает в Риге, Латвия.

## Биография
Родился 24 февраля 1943 года в Мадонском уезде Сауснейской волости Верниекос, учился в Рижской художественной школе им. Я.Розенталя (1954—1961), Государственной Академии художеств (1962—1970). Несколько лет жил и работал в Даугавпилсе.

## Творчество
Член Союза художников Латвии с 1972 года, работает в живописи, графике, дизайне интерьера. Участие в выставках с 60-х годов XX века.
Выставки:
- 2003 Талси (Латвия)[2]
- 2010 Екабпилс (Латвия)[3]
- 2011 Рига (Латвия)[4]

## Работы
Работы в музеях, офисах и частных коллекциях в Латвии и за рубежом — Россия, США, Японии, Дании, Франции, Болгарии, Украины, Швеции, Греции, Германии